# Alice Cullen
Alice Cullen is een van de hoofdpersonen uit de film en de boekenreeks Twilight, geschreven door Stephenie Meyer. Ze is de adoptiedochter van Carlisle en Esme Cullen en de adoptiezus van Edward en Emmett Cullen en Rosalie en Jasper Hale. Jasper is tegelijkertijd ook haar geliefde en echtgenoot.
In de film wordt haar rol vertolkt door Ashley Greene.

## Achtergrond
Alice Cullen werd geboren als Mary Alice Brandon in 1901 in Biloxi, Mississippi.
Ze had al jong voorgevoelens, zo zei ze tegen haar ouders dat ze een extra bord moesten klaar zetten als oma kwam. Als jong meisje werd ze al snel in een gesticht opgesloten omdat ze visioenen had en men dacht dat ze bezeten was. Daar werd ze tot vampier getransformeerd door een oude vampier die in het gesticht werkte en haar wilde beschermen tegen James, een spoorzoekende vampier die op haar joeg. Als Alice zelf een vampier was geworden, kon James haar namelijk geen kwaad meer doen. James beschouwt haar als de enige prooi die aan hem is ontsnapt.
Aanvankelijk herinnerde Alice zich niets van haar leven als mens. Het enige wat ze wist, is dat ze op een dag wakker werd, helemaal alleen, en dat ze een vampier was geworden. Ze bleek te beschikken over een bijzondere gave: ze kon in de toekomst kijken. Kort daarna had ze een visioen van haar en Jasper, waarin ze samen bij het gezin Cullen woonden.
Ze besloot Jasper, die ze op dat moment nog helemaal niet kende, te gaan zoeken. Uiteindelijk vond ze hem in Philadelphia, en samen gingen ze op zoek naar de Cullens, waarna ze inderdaad bij hen introkken. In de jaren 50, na hun aankomst bij de Cullens, zijn Alice en Jasper officieel getrouwd.
Na wat onderzoek naar haar verleden ontdekte Alice haar eigen graf. Ze zag dat de sterfdatum op haar grafsteen overeenkwam met de datum waarop ze in het gesticht was opgenomen. Ook kwam ze erachter dat ze een jonger zusje had gehad, Cynthia, en dat Cynthia's dochter vandaag de dag nog steeds in Biloxi woont.

## Karakter
Alice wordt beschreven als 1,60 meter lang, slank en met kort, piekerig zwart haar. Ze is optimistisch, vrolijk en houdt van winkelen, make-overs en feestjes. Ze beschikt over de speciale gave om in de toekomst te kunnen kijken. Hier is echter wel een regel aan verbonden: Alice kan pas iets zien op het moment dat iemand zijn beslissing heeft genomen. Als iemand dus zelf nog niet weet wat hij gaat doen, ziet Alice niets - en zodra iemand van gedachten verandert, veranderen Alice' visioenen ook.
Ook kan ze alleen de toekomst van mensen en vampiers zien. Weerwolven en halfbloeden (zoals Renesmeé) zijn voor haar onzichtbaar. Haar eigen verklaring hiervoor is dat ze alleen ziet wat ze is of is geweest: Ze is nooit een weerwolf of halfbloed geweest, echter wel een mens en een vampier.

## Rol van Alice
Alice is een enorm voorbeeld voor Bella, hoe ze zich moet gedragen als een vampier. Daarom is Alice ook zo geweldig lief voor haar. Want dit weet zij. Maar lief zijn zit ook in haar aard.